# Edwin Thomas
Edvin Thomas (írói álneve: Tom Harper) (Frankfurt am Main, 1977 –) angol történelmiregény-író.
1977-ben született a nyugat-németországi Frankfurtban. Belgiumban és az Amerikai Egyesült Államokban, Connecticutban nőtt fel. Történelmet tanult az oxfordi Lincoln College-ban, ahol megismerkedett leendő feleségével, Emmával, és jelentős munkát végzett az ottani színházban. Jelenleg Yorkban él feleségével és kisfiával, Owennel.
Tom Harper néven írt regényei:
- Az elveszett szentély (2012) – The Lost Temple (2007)
- Titkok könyve (2012) – The Book of Secrets (2009)
- Lazarus kripta (2013) – The Lazarus Vault (2010)
- A holtak titka (2013) – Secrets of the Dead (2012)
- Orpheusz alászállt (2014) –  The Orpheus Descent (2014)
- Zodiákus állomás (2015) – Zodiac Station (2015)